# Alue Sane
Alue Sane is een bestuurslaag in het regentschap Pidie Jaya van de provincie Atjeh, Indonesië. Alue Sane telt 725 inwoners (volkstelling 2010).